# 阿列克謝·米特羅法諾夫
阿列克謝·米特羅法諾夫（俄语：Алексе́й Валенти́нович Митрофа́нов，1962年3月16日—），俄羅斯政治人物，公正俄羅斯—愛國者—為了真理黨，曾担任國家杜馬信貸組織和金融市場委員會擔任副主席，也是俄羅斯自由民主黨最高委員會的成員。

## 經歷
米特羅法諾夫曾在1999年和2003年两次竞选莫斯科市长，但均未获成功。他在苏联内务部任职过。他拥有莫斯科国立国际关系学院和苏联科学院美加研究所的国际关系学位。
2005年，他制作并发行了一部备受争议的色情电影《尤莉娅》，片中描绘了两个名叫米沙和尤莉娅的人在各种性爱场景中的形象，他们酷似当时的乌克兰总理尤莉娅·季莫申科和格鲁吉亚总统米哈伊尔·萨卡什维利。他还因其尖锐的民族主义言论而闻名。例如，2008年11月，他声称2008-2009年乌克兰金融危机将关闭乌克兰的工业，而这次崩溃将使乌克兰成为俄罗斯联邦的一部分。
米特罗法诺夫于2007年8月离开俄罗斯自由民主党，加入謝爾蓋·米哈伊洛維奇·米羅諾夫领导的正义俄罗斯党（A Just Russia）。当时的民意调查显示，2007年12月选举后，自民党将无法在杜马中获得席位，而公正俄罗斯党则有望獲得席位。自民党领袖弗拉基米爾·沃爾福維奇·日裡諾夫斯基表示，米特罗法诺夫的离职实际上会改善他在前政党的形象。
2007年俄罗斯立法选举期间，米特罗法诺夫成为“奔萨公正俄罗斯联邦名单”的第一候选人。然而他并未再次当选。
2011年，他成功当选为俄罗斯联邦国家杜马议员。

### t.A.T.u.回来
2006年，米特罗法诺夫出版了一本书，名为《回来》（俄语：ТАТУ КАМ БЭК），这是一本受到t.A.T.u.乐队启发的短信集 。这本小说后来被改编成电影《你和我》，由美莎·芭頓、t.A.T.u.的两名成员列娜·謝爾蓋耶芙娜·卡其娜和尤莉亞·歐列伽芙娜·沃爾科娃主演。

## 外部連接
- 官方网站